# Jean-Clément Jeanbart

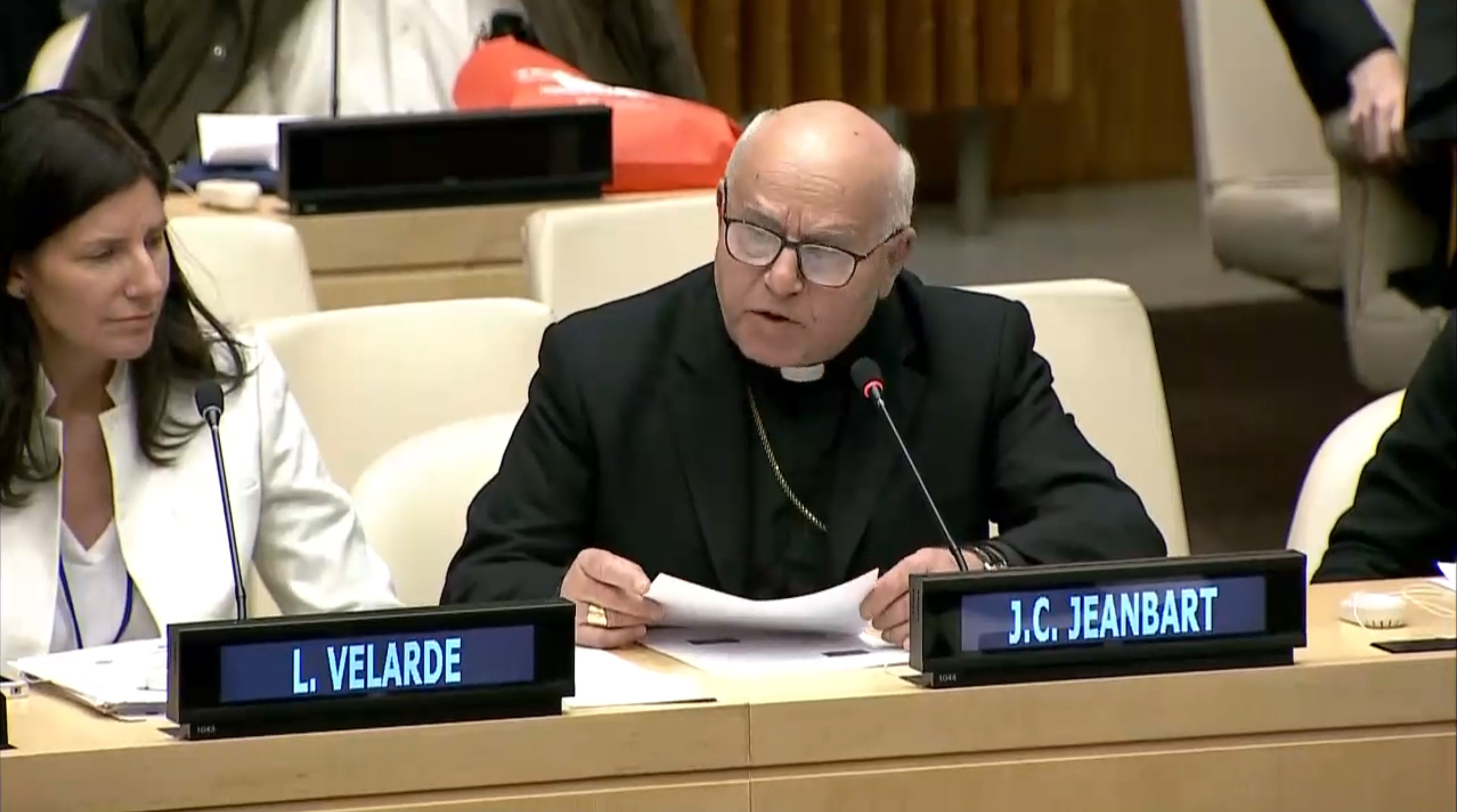
Erzbischof Jean-Clément Jeanbart (2016)

Jean-Clément Jeanbart BA (* 3. März 1943 in Aleppo) ist ein syrischer Ordensgeistlicher und emeritierter melkitisch griechisch-katholischer Erzbischof von Aleppo und Apostolischer Visitator der Melkitischen Kirche in Westeuropa. Nach dem am 6. Mai 2017 vom Papst angenommenen Rücktritt von Patriarch Gregor III. Laham war er als dienstältester Bischof Apostolischer Administrator der Melkitischen Griechisch-Katholischen Kirche bis zur Wahl des neuen Patriarchen Joseph Absi am 22. Juni desselben Jahres.

## Leben
Jean-Clement Jeanbart wurde am 15. April 1968 zum Ordenspriester der Aleppinischen Basilianer (Ordenskürzel: BA) geweiht. Seine Ernennung zum Nachfolger von Néophytos Edelby als Erzbischof von Aleppo erhielt er am 2. August 1995. Der Patriarch von Antiochien Erzbischof Maximos V. Hakim weihte ihn am 16. September 1995 zum Bischof, dabei assistierten als  Mitkonsekratoren die Erzbischöfe François Abou Mokh BS und Habib Bacha SMSP.
1999 wurde er zudem zum Apostolischen Visitator für die Melkitische Griechisch-Katholische Kirche in Westeuropa ernannt. Er war Mitkonsekrator des Erzbischofs Nikolaki Sawaf von Latakia. Nach dem Ausbruch des Bürgerkriegs in Syrien wurde im August 2012 die Residenz Jeanbarts in Aleppo geplündert.
Am 17. September 2021 wurde Jeanbart durch Georges Masri als melkitisch griechisch-katholischer Erzbischof von Aleppo abgelöst.
Beim Erdbeben in der Türkei und Syrien 2023 stürzte das Wohnhaus, in dem der emeritierte Bischof lebte, ein. Jeanbart konnte schwer verletzt aus den Trümmern befreit werden.

## Beziehungen zum Islam im Nahen Osten
Auf der Sonderversammlung der Bischofssynode zum Nahen Osten erklärte Jeanbart: 

„Ich schlage (angesichts der Emigration von Christen) vor, Optimismus unter unseren Gläubigen zu verbreiten, was ihre Zukunft im Land betrifft. Unsere Länder sind doch auch nicht ganz ohne Ressourcen und Werte! Lernen wir doch, Freunde unserer muslimischen Brüder zu sein; helfen wir ihnen, sich uns gegenüber zu öffnen!“

## Vorwürfe gegen die USA-Politik bezüglich Syrien
Als 2003 die US-amerikanische Regierung Syrien verdächtigte, Massenvernichtungswaffen zu besitzen und damit das irakische Regime zu unterstützen, reagiert Erzbischof Jeanbart, er sprach für die Christen in Syrien und führte aus: 

„Die einen von uns haben Angst, die anderen sind der Ansicht, dass keine unmittelbare Gefahr besteht. Dass die USA etwas im Schilde führen, ist aber durchaus möglich, und wir müssen uns darauf vorbereiten, denn sie betreiben Desinformation.“